# Ту-128
Туполев-128 (по означение на НАТО: Fiddler, в превод от английски: Цигулар) е съветски изтребител-прехващач с далечинен радиус на действие.
Създаден от Обединено Конструкторско Бюро „Туполев“.

## История
През 1955 година Съветската противовъздушна отбрана (ПВО), изпитвала нужда от нов прехващач, с далечинно действие, за отбраната на въздушното пространство на СССР. Предвид огромната площ на която се разпростира СССР, дори страни с по-добра развита икономика, не можели да си позволят да покрият цялата територия наземни ПВО установки. За тази цел съветската армия се нуждаела от самолет с мощна радарна установка и ракети тип „въздух-въздух“, като за целта ръководството на страната натоварва ОКБ „Туполев“, да проектира такава машина. Бюрото разработва изтребител-прехващач, приличащ на бомбардировачите Ту-105 (Ту-22).
Разработеният под индентификационен номер „Ту-102“, прави първия си полет през 1959 година, като малко след това е преименуван в „Ту-28П“. Серийното производство на машината започва през 1963 година, като името е сменено отново, вече окончателно на самолета е поставено наименованието „Ту-128“.
Основан на базата на неудачния модел бомбардировач Ту-98, който имал широки и ниско разположени стреловидни крила, снабдени с крилни отсеци и ниско разположени стабилизатори. Два турбореактивни двигатели „АЛ-7Ф-2“ били разположени във фюзелажа. За разлика от Ту-22, самолета нямал вътрешен оръжеен отсек. Въоръжението се закрепвало на крилата, на специални пилони, а вътрешността на самолета била използвана само за огромните горивни резервоари с които бил снабден.
Ту-28П имал две разделени кабини за двама пилоти, разположени една зад друга.
Както предполагали чуждестранните специалисти, в Ту-102 имало голям радар. Ту-28П имал огромен носов обтекател за топлорадиолокационната система за управление на ракетното въоръжение „Смерч-100“, с радиус на следене, примерно 50 километра и възможност за прехващане на цели на около 40 километра. Благодарение на голямата дистанция на която работи бордовата радио-локацинна система, не било необходимо да се прави заход точно зад целта, нито било необходима помощта на наземните РЛС за прехват, самолета можел да прехване целите самостоятелно.
В автономни бойни действия, не били необходими допълнителни данни за положението на въздушните цели, Ту-128 разчитал изцяло на собственото оборудване. Това дава възможността да бъде използван в районни в които нямало системи за автоматично насочване. По-късно, самолета лети в група със самолет за Далечинно радио-локационно наблюдение Ту-126. Като чист прехващач, Ту-128 нямал на борда оборудване за радио-електронна борба (РЕБ) или защитни системи за прадупреждение при радио-локационно облъчване, както в прехващачите, произведени от КБ „Сухой“.
С голямото натоварване на крилата, лошата видимост на пилотите и простото оборудване Ту-128, бил сравнително слабо маневрен. В началото е предназначен за унищожаване на бомбардировачи на НАТО, такива, като B-52 а не за въздушен бой с по-малки самолети.
Въоръжението на Ту-128 влючва 4 ракети въздух-въздух „Bisnovat R-4“, обичайно две Р-4Р с полу-активно радарно насочване и две Р-4T с инфрачервено насочване „SARH“, подвесени на пилони на двете крила на машината. Въпреки че тези ракети остаряват бързо след пуска на машината, те никога не биват заменени с по-модерни.
Серийното производство е спряно през 1970 година, като дотогава са произведени 188 самолета. През 1971 година са произведени 10 учебни машини, като 4 от тях са преоборудвани в изтребители, наречени ТУ-128УТ, с допълнителна предна кабина на мястото на радарната установка.
Направени са подобрени версии, назовани Ту-138 и Ту-148, но тези проекти са замразени, преди да започне внедряването им.

## Бойно използване
Единствените бойни операции, в която Ту-28 взима участие и са огласени, били унищожаването на шпионскш сонди на НАТО, но е възможно да има и други, които не са огласени.
Две трети от произведените машини, остават на въоръжение до края на 90-те години на ХХ век. Производството им е спряно, след като излизат много по-модерни машини, като например МиГ-31, но въпреки това, в СССР остават на служба до 1992 година.

## Варианти
- Ту-102 – прототип, построен е само един.
- Ту-28П – първия сериен вариант.
- Ту-128 – окончателен вариант.
- Ту-128М – модернизиран самолет с разширении възможности за прехват на ниско летящи цели.
- Ту-128УТ – учебен вариант с допълнителна предна кабина, на мястото на радара.
- Ту-138 – подобрен вариант, разработката е замразена.
- Ту-148 – подобрен вариант, разработката е замразена.